# Symfonie nr. 9 (Holmboe)
Vagn Holmboe voltooide zijn Symfonie nr. 9 in februari 1968, maar reviseerde hem al het daaropvolgende jaar.
Holmboe vond dat er eigenlijk geen goede symfonie meer geschreven kon worden na de genrewerken van Carl Nielsen. Zelf hield hij zich daar niet aan; hij zou er veertien componeren. Deze Symfonie nr. 9 is de tiende in de reeks; tussen zijn Symfonie nr. 8 en nummer 9 schreef hij een ongenummerde symfonie. In het totale oeuvre valt op dat tussen de nummers 8 en 9 maar liefst zestien jaar zat.
Holmboe's negende is in wezen een driedelige symfonie waarvan tussen de delen een intermezzo is geplaatst. In die tussenspelen zijn alleen strijkinstrumenten percussie te horen. De delen luiden:
1. Allegro fluente
2. Intermezzo I: quieto
3. Allegro con fuoco
4. Intermezzo II: quieto
5. Andante austero

Het werk kwam tot stand na een opdracht vanuit het Deens Radio Symfonieorkest, dat ook de première mocht geven op 19 december 1968; de uitvoering stond onder leiding van Herbert Blomstedt. Holmboe had gedurende zijn stilte in het schrijven zijn stijl behoorlijk aangepast. De achtste symfonie kreeg als subtitel Sinfonia borealis (noordse symfonie) en wordt ook wel vergeleken met werken van Jean Sibelius. Bij de negende symfonie is volgens collega-componist Karl Aage Rasmussen een kentering waar te nemen richting meer impressionistische tendensen. De symfonie is derhalve meer zacht van klank; slechts hier en daar is een uitbarsting te horen (tweede intermezzo) te vergelijken met die achtste symfonie. De recensent van Musicweb vond deze symfonie ondoorgrondelijk. Hij vond gelijkenis met werken van Keith Tippett, Frank Bridge, Roy Harris en Alan Hovhaness, maar hun stijlen liggen ver uiteen.
De symfonie is opgedragen aan Nadia Boulanger, vanaf de jaren vijftig had hij haar diverse keren ontmoet, maar heeft nooit lessen bij haar gevolgd.
Orkestratie
- 3 dwarsfluiten, 3 hobo’s, 3 klarinetten, 3 fagotten
- 4 hoorns, 3 trompet, 3 trombones, 1 1 tuba
- pauken, 1 man/vrouw percussie, celesta
- violen, altviolen, celli,  contrabassen

Symfonie nr. 1 · nr. 2 · nr. 3 · nr. 4 · nr. 5 · nr. 6 · nr. 7 · nr. 8 · Sinfonia in memoriam · nr. 9 · nr. 10 · nr. 11 · nr. 12 · nr. 13 ·